# 七野ナナ
七野 ナナ（ななの ナナ、4月15日 - ）は、日本の漫画家。福岡県出身。2022年、『ちゃおコミ』に掲載された「かなえて！マジカル♡コロン」でデビュー。2023年より『ちゃお』（小学館）にて、『アクマでこれは恋じゃない！』を連載している。

## 来歴
小学生のころからもし漫画家になれたら「デビュー作は魔法モノが描きたい」と考えていた。
2021年、『ちゃお』（小学館）の「ちゃおまんがスクール」にて、2021年12月号の3スター賞を受賞。同年12月、『ちゃおコミ』（同）に同作が掲載される。2022年2月、『ちゃおコミ』に掲載された『かなえて！マジカル♡コロン』でデビューを果たす。
2023年、『ちゃお』6月号より、『アクマでこれは恋じゃない！』の連載を開始。同作が初連載で、初の単行本刊行作品となる。

## 作品リスト

### 連載
- アクマでこれは恋じゃない！（『ちゃお』2023年6月号[3] -  2023年8月号[8]、2023年11月号[9] - ） - 初連載作品[6]。

### 読み切り
- 灰色のツバサはどこまで飛べる？（『ちゃおコミ』2021年12月1日[5]） - 『ちゃお』2021年12月号3スター賞受賞作品[10]。
- かなえて！マジカル♡コロン（『ちゃおコミ』2022年2月5日[2]） - デビュー作[2]。『アクマでこれは恋じゃない！』1巻に併録[11]。
- 幽霊棟のピアノフォルテ（『ちゃおコミ』2022年8月10日[12]） - 「ちゃおコミ☆ルーキーグランプリ2022」のノミネート作品[12]。
- サンタが来るとか聞いてない！（『ちゃおコミ』2022年12月25日[13]）
- ぼくのミルキーウェイ（『ちゃおデラックス』2022年7月号[14]）
- 好きです、センパイ。（『ちゃおデラックス』2023年3月号[15]）

### 書籍
- 『アクマでこれは恋じゃない！』、小学館〈ちゃおコミックス〉2023年 - 、既刊5巻（2025年4月25日現在）
  1. 2023年11月24日発売[16]、ISBN 978-4-09-872229-7
  2. 2024年4月25日発売[17]、ISBN 978-4-09-872537-3
  3. 2024年8月26日発売[18]、ISBN 978-4-09-872747-6
  4. 2024年12月25日発売[19]、ISBN 978-4-09-872824-4
  5. 2025年4月25日発売[20]、ISBN 978-4-09-873076-6